# 涅伊科韋
47°8′12″N 30°41′25″E / 47.13667°N 30.69028°E
內伊科韋（烏克蘭語：Нейкове）是位於烏克蘭西南部的村莊，由敖德萨州贝雷济夫卡区的羅茲克維特市鎮負責管轄。該村始建於1818年，面積3.57平方公里，海拔高度91米，2001年人口433，人口密度每平方公里121.25人。